# شیراتاما کو

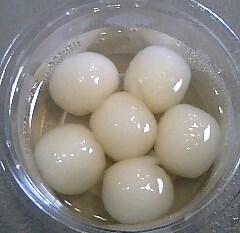
شیراتاما بعد از خیساندن و شکل دادن

شیراتاما کو (به ژاپنی: 白玉粉 しらたまこ Shiratamako) یک نوع آرد است که در طی فرایندی از برنج چسبناک تهیه می‌شود. این نوع پودر در ساخت انواعی از واگاشی (شیرینی سنتی ژاپنی) از جمله گیوهی و نری‌کیری بکار می‌رود. 